# 南柴田町
南柴田町（みなみしばたまち）は、愛知県東海市の地名。

## 地理
東海市北西端部に位置する。

### 学区
全域が東海市立緑陽小学校、東海市立名和中学校の区域に含まれる。中学校は遠距離のため、自転車での通学が許可される。

### 河川
- 天白川
- 土留木川

## 歴史

### 人口の変遷
国勢調査による人口および世帯数の推移。
| 1995年（平成7年）  | 119世帯 248人 |  |
| 2000年（平成12年） | 84世帯 187人  |  |
| 2005年（平成17年） | 87世帯 219人  |  |
| 2010年（平成22年） | 76世帯 179人  |  |
| 2015年（平成27年） | 63世帯 169人  |  |
| 2020年（令和2年）  | 74世帯 172人  |  |

## 交通
- 国道247号線
- 愛知県道55号名古屋半田線

## 施設
- 愛知県計量センター
- 名鉄NX運輸東海支店
- 東海テック自動車学校
- コベルコ建機日本中部支社
- コカ・コーラボトラーズジャパン東海工場
- テイクロ本社工場

### WEB
1. ↑  “愛知県東海市の町丁・字一覧”.   人口統計ラボ. 2024年2月12日閲覧。
2. 1 2  総務省統計局 (2022年2月10日). “令和2年国勢調査の調査結果(e-Stat) - 男女別人口，外国人人口及び世帯数－町丁・字等” (CSV). 2023年8月2日閲覧。
3. ↑  “愛知県東海市の郵便番号一覧”.   日本郵便. 2024年2月11日閲覧。
4. ↑  “ナンバープレートについて”.   一般社団法人愛知県自動車会議所. 2024年1月21日閲覧。
5. ↑  総務省統計局 (2014年3月28日). “平成7年国勢調査の調査結果(e-Stat) - 男女別人口及び世帯数 －町丁・字等” (CSV). 2021年7月20日閲覧。
6. ↑  総務省統計局 (2014年5月30日). “平成12年国勢調査の調査結果(e-Stat) - 男女別人口及び世帯数 －町丁・字等” (CSV). 2021年7月20日閲覧。
7. ↑  総務省統計局 (2014年6月27日). “平成17年国勢調査の調査結果(e-Stat) - 男女別人口及び世帯数 －町丁・字等” (CSV). 2021年7月21日閲覧。
8. ↑  総務省統計局 (2012年1月20日). “平成22年国勢調査の調査結果(e-Stat) - 男女別人口及び世帯数 －町丁・字等” (CSV). 2021年7月21日閲覧。
9. ↑  総務省統計局 (2017年1月27日). “平成27年国勢調査の調査結果(e-Stat) - 男女別人口及び世帯数 －町丁・字等” (CSV). 2021年7月21日閲覧。

### 書籍
1. ↑  「角川日本地名大辞典」編纂委員会 1989, p. 1733.